# Bazilika svaté Ludmily
Bazilika svaté Ludmily je římskokatolický farní kostel na náměstí Míru na Vinohradech v městské části Praha 2. Typická neogotická stavba byla postavena koncem 19. století na počest svaté kněžny Ludmily. Patří k nejmladším z kostelů na území Prahy 2 (po chrámu Nejsvětějšího Srdce Páně) a zároveň je jedním z největších.
Původně malá obec Královské Vinohrady byla roku 1879 povýšena na město a stále rostoucí počet obyvatel římskokatolického vyznání si vyžádal stavbu nového farního kostela. Urbanistický koncept Vinohrad počítal na centrálním náměstí se třemi hlavními veřejnými budovami (kostel, divadlo a národní dům společenský), přičemž pro kostel bylo předem zvoleno místo v ose hlavní západo-východní komunikace uprostřed náměstí. Vypracováním jeho plánů byl pověřen architekt Josef Mocker.
V srpnu 2022 byl kostel rozhodnutím papeže Františka povýšen na baziliku minor.

## Historie

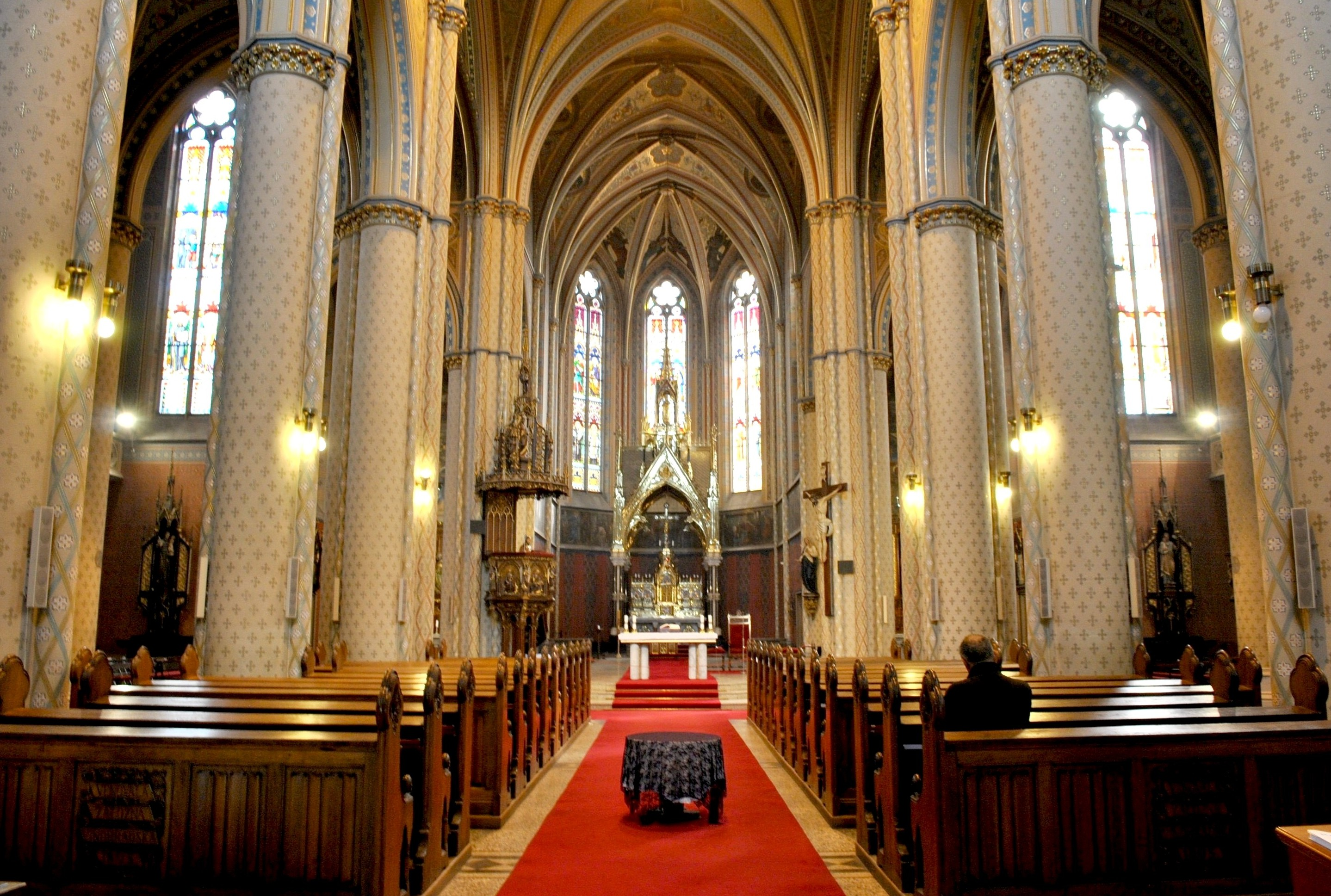
Interiér baziliky

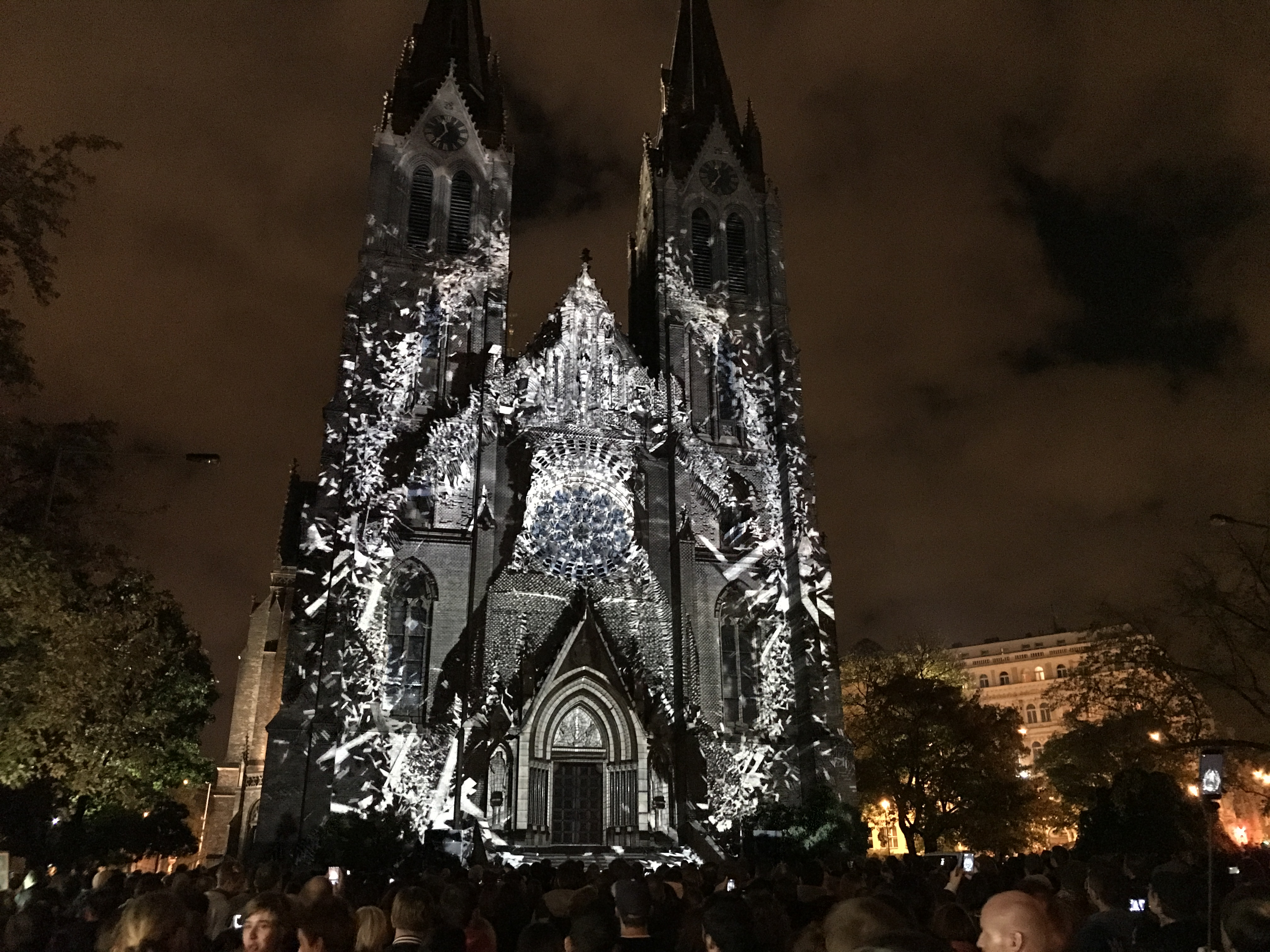
Kostel sv. Ludmily během Signal Festivalu 2017

Poté, co byly v roce 1875 zbořeny novoměstské hradby od poříčského nábřeží po Slepou bránu, začaly se Vinohrady rychle rozrůstat. Postupně se z nich stávala moderní pražská čtvrť, neboť výstavba činžovních domů probíhala v souladu s územním plánem města. Původně Vinohrady náležely k farnosti sv. Mikuláše ve Vršovicích a kromě dvou kaplí neměly vlastní chrám. Byly to kaple svaté Rodiny nad Nuselskými schody a kaple sv. Václava sester boromejek při opatrovně sirotků z roku 1876. Když roku 1881 počet vinohradských obyvatel přesáhl 15 000 , začalo se uvažovat o výstavbě nového kostela a vytvoření vlastní farnosti.
Projekt inicioval vinohradský starosta Vilém Vlček (Wilhelm Wlcžek, žil 1829–1904) a oficiálně byla nová farnost registrována k 1. listopadu 1884. O uskutečnění projektu se staral Spolek pro podporování chrámu Páně, vinohradské živnostenské spolky a Ženská jednota sv. Elišky na Královských Vinohradech, v níž byl Vlček roku 1885 zvolen kurátorem, (později přejmenovaná na Spolek sv. Ludmily a důsledně feminizovaná).
Základní kámen kostela byl položen 25. listopadu 1888 a stavba pokračovala až do roku 1892 podle plánů architekta Josefa Mockera, kterého na stavbě zastupoval František Mikš (1852–1924). Na jeho výzdobě se podíleli slavní umělci té doby. Kostel byl slavnostně vysvěcen z rukou pražského arcibiskupa Františka karidnála Schönborna v neděli 8. října 1893 a následně sem byly slavnostně přeneseny ostatky sv. Ludmily, sv. Václava. Vybavování interiéru chrámu pokračovalo ještě v dalších letech 20. století (např. provedení hlavního oltáře bylo zadáno v roce 1902). Celkové náklady na stavbu kostela byly 369 922 rakouských zlatých (276 482 zl. na stavební práce, 93 440 zl. na vnitřní zařízení chrámu).
K farnosti sv. Ludmily byla brzy přifařena také mariánská kaple v budově Zemské porodnice na Karlově, zrušená komunisty v polovině 50. let 20. století a obnovená po roce 1990.
Od roku 1974 byl kostel nejdříve kvůli výstavbě metra a později kvůli rekonstrukci na dlouhou dobu uzavřen. Poté byla otevřena provizorně část jedné lodi, aby mohly probíhat bohoslužby aspoň v improvizovaném prostředí. Slavnostní bohoslužbou, slouženou kardinálem Miloslavem Vlkem, v roce 1992 byla stavba znovu otevřena celá.
Na prostranství náměstí Míru před kostelem se konají vánoční a velikonoční trhy, koncerty a další veřejné akce.
Od roku 2013 je na kostel každoročně v rámci Signal Festivalu promítán videomapping. Koná se několik dní v říjnu. V září 2024 se konaly oslavy 140. výročí vzniku farnosti. V pondělí 16.září (v den svátku sv. Ludmily, kněžny a mučednice, babičky sv. Václava a patronky maminek a babiček) udělila farnost cenu "Šál sv. Ludmily" emeritnímu pražskému arcibiskupovi Dominiku kardinálu Dukovi,OP, protože se významně zasadil o šíření úcty ke sv. Ludmile. Cena byla udělena již počtvrté. Oslav se mj.zúčastnili pražský arcibiskup Jan Bosco Graubner, apoštolský nuncius, arcibiskup Jude Thaddeus Okolo či pražský primátor Bohuslav Svoboda.
Mezi osobnosti, které s farností spolupracují, či ji občas navštěvují, patřily i tito již zesnulé významné osobnosti: herečka a dabérka Simona Postlerová, divadelní režisér a divadelní, filmový a televizní herec Jan Kačer, bývalý baletní mistr a choreograf Národního divadla v Praze Vlastimil Harapes a herečka a zpěvačka Anna Slováčková. Od dob jejího trvání byla s vinohradskou farností spjata řada dalších významných osobností, například zde byli pokřtěni dr. Milada Horáková, známý herec Jan Pivec či básník František Hrubín. A svou svatbu zde měli např. malíř a spisovatel Josef Čapek, dr. Eduard Beneš anebo známá herečka a moderátorka Jiřina Bohdalová.

## Popis

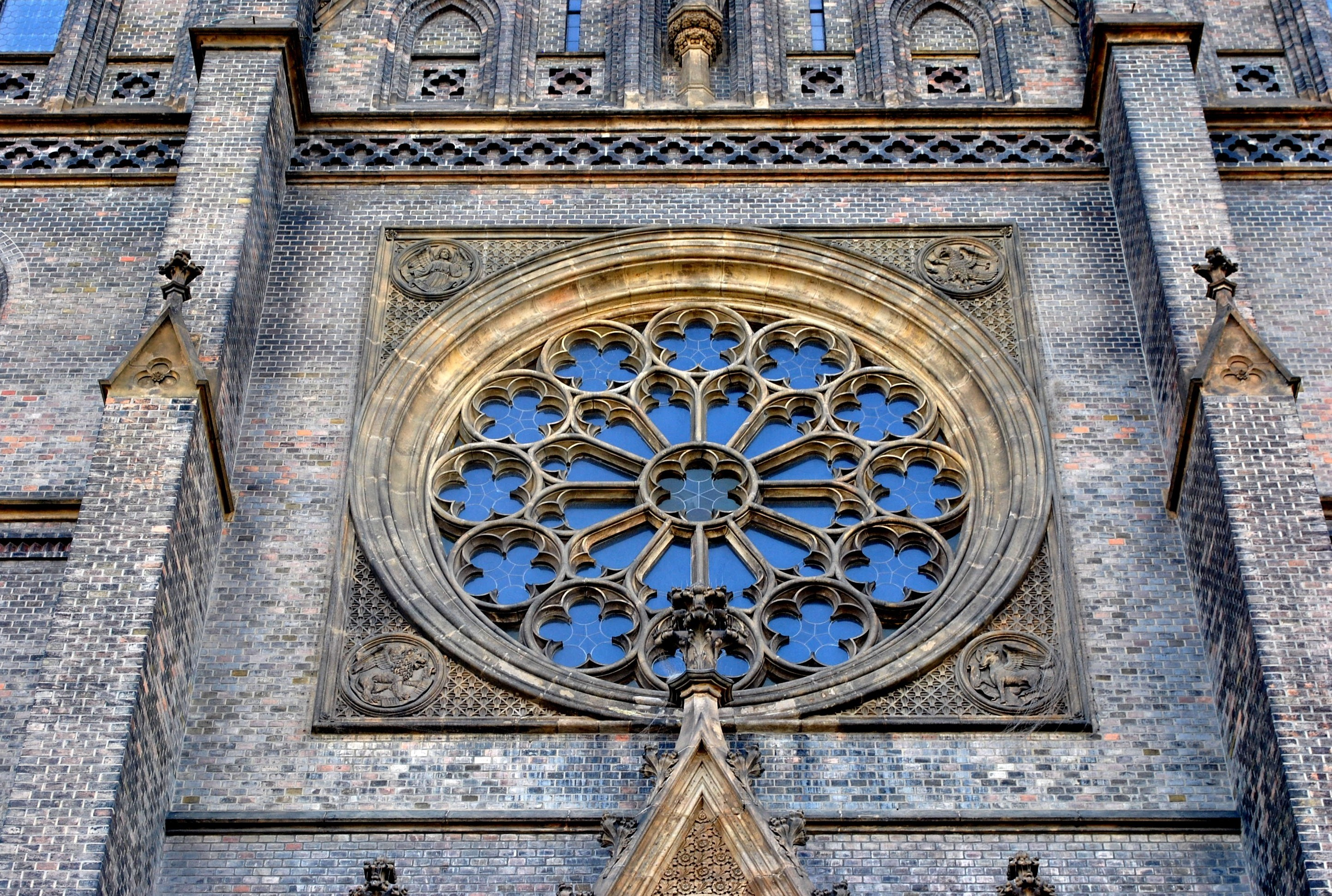
Detail rozety na portále baziliky

### Exteriér
Bazilika sv. Ludmily je cihlová trojlodní pseudobazilika s transeptem, do kterého jsou diagonálně umístěny čtyři vstupy ve formě portálů. Dvě štíhlé hranolové šedesátimetrové věže v západním průčelí tvoří dominantu nejen náměstí Míru, ale také pěti k němu se diagonálně sbíhajících ulic, pohledově nejvýrazněji od západu Jugoslávské ulice. Věže mají pět podlaží nestejné výšky. Druhé podlaží má stejnou výšku jako boční věže, třetí podlaží jako stěny hlavní lodi, čtvrté jako hřeben střechy hlavní lodi. V pátém patře jsou v každé věži umístěny dva zvony. Věže jsou zakončeny štíhlými osmibokými jehlancovými střechami. Věže flankují trojosé průčelí s vysokým štítem se sousoším Krista Spasitele mezi sv. Václavem a Ludmilou v tympanonu, rozetou na kůru, ústupkovým portálem a mohutným schodištěm.
Na bohaté malířské a sochařské výzdobě se podílely dvě desítky slavných výtvarníků té doby. Tympanon nad středním vstupním portálem vyzdobil sochař Josef Václav Myslbek. Na tomto reliéfu žehnajícího Krista Spasitele adorují klečící sv. Ludmila a sv. Václav. Nad hlavním portálem je dominantní růžicové okno osvětlující varhanní kůr. V rozích portálu jsou emblémy čtyř evangelistů v nízkém reliéfu, které vytvořil Josef Čapek. Štíty hlavní a příčné lodi jsou vyzdobeny sochami českých patronů, sv. Ludmily od Ludvíka Šimka, sv. Cyrila a Metoděje od Bernarda Otto Seelinga. V nikách po stranách hlavního portálu stojí sochy sv. Prokopa od Františka Hergesela a sv. Vojtěcha od Antonína Procházky. Elektrické svítilny na schodiště dodal František Křižík.

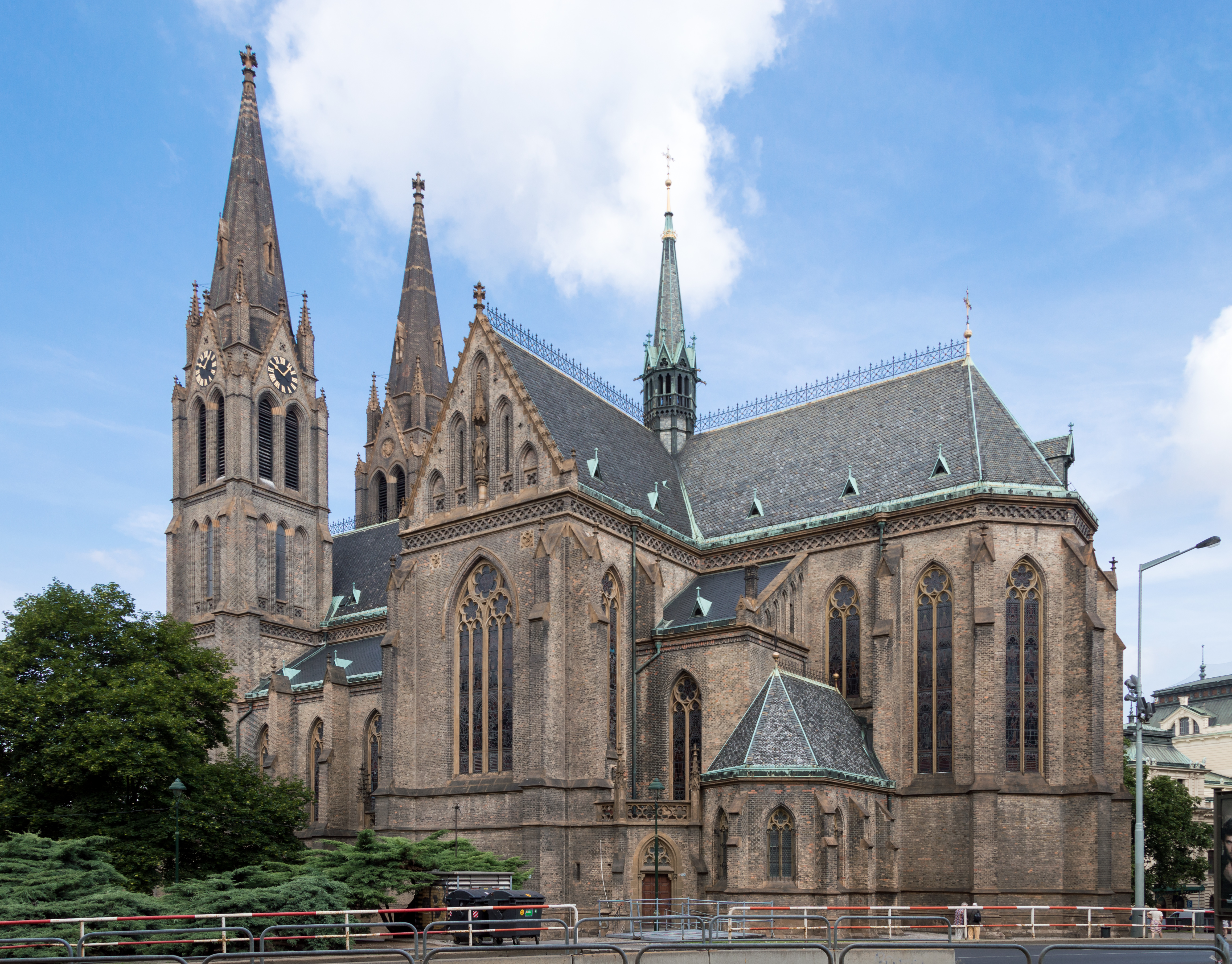
Bazilika svaté Ludmily

### Interiér
Antonín Procházka se Štěpánem Zálešákem později navrhli a provedli secesní boční oltáře a dřevořezby dodal Jan Kastner. Nástěnné dekorativní malby provedli Jan Jobst a další malíři. Nástěnné malby v hlavní lodi představují cyklus postav českých patronů a klenba presbytáře je zdobena medailony světců. Na východním konci severní lodi jsou výjevy ze života Panny Marie a na východním konci jižní lodi výjevy ze života sv. Cyrila a Metoděje.
Kapli sv. Kříže vymalovala roku 1933 Marie Urbanová-Zahradnická podle předloh svého manžela Františka Urbana.

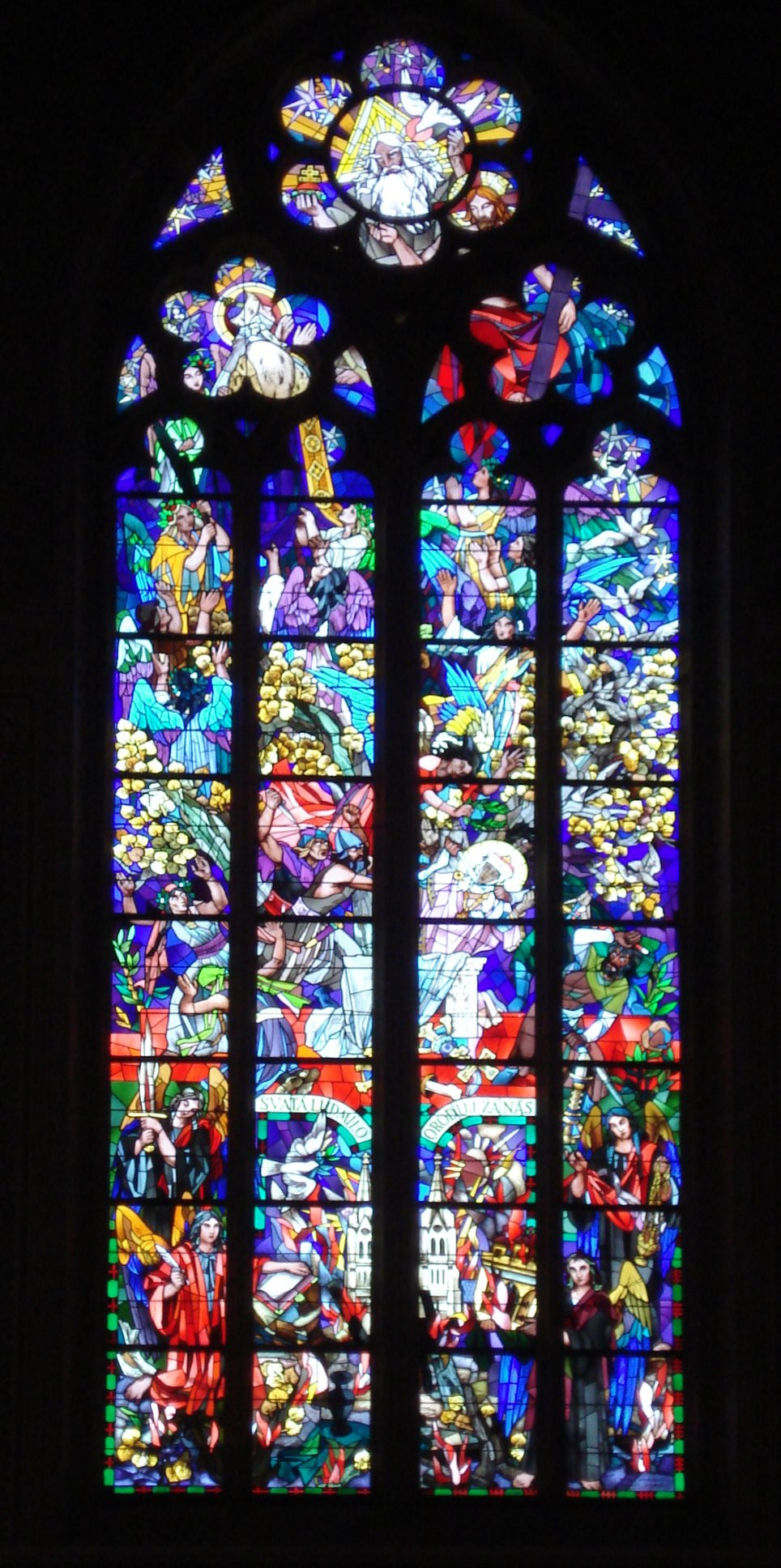
Okenní vitráž z roku 1950 znázorňující martyrium sv. Ludmily

Barevnost interiéru je ovlivněna vitrážemi. Ty byly vytvořeny postupně na přání objednavatelů (sponzorů) podle originálních kartonů malířů Františka Sequense, Adolfa Liebschera, Františka Urbana a Zikmunda Rudla. Za druhé světové války zničenou výplň okna na severní stěně lodi nahradila vitráž se scénami Umučení sv. Ludmily a Přijetí sv. Ludmily do nebe podle návrhu malíře a ilustrátora Jaroslava Vodrážky, osazená až roku 1950.
Architekt Josef Zika navrhl kazatelnu, její sochařskou výzdobu provedl Antonín Procházka.

#### Varhany
Varhany byly dokončeny pět let po dostavbě kostela sv. Ludmily v roce 1898. Tvůrcem byl Emanuel Štěpán Petr (1853–1930), vznikly pod opusovým číslem 117. Stojí na hlavním kůru v bohatě vyřezávané dubové skříni v novogotickém stylu a absolutně korespondují s ostatním interiérem. Není vyloučeno, že na návrhu skříně se podílel architekt kostela Josef Mocker. V prospektu (v pohledové části) stojí původní cínové píšťaly, které unikly válečné rekvizici drahých kovů v roce 1917. Traktura je mechanická s Barkerovou pákou.
V období 2013–2018 nebyly varhany používány a probíhala jejich rekonstrukce. Ta se mohla uskutečnit díky veřejné sbírce a sponzorskému daru.

##### Dispozice varhan
| I. Manuál C–f3 |              |       |
| 1.             | Principal    | 16'   |
| 2.             | Principal    | 8'    |
| 3.             | Fléta harm.  | 8'    |
| 4.             | Kryt         | 8'    |
| 5.             | Roh lesní    | 8'    |
| 6.             | Viola alta   | 8'    |
| 7.             | Kvinta       | 51/3' |
| 8.             | Oktáva       | 4'    |
| 9.             | Fléta harm.  | 4'    |
| 10.            | Roh lesní    | 4'    |
| 11.            | Kornet 4×    | 4'    |
| 12.            | Mixtura 4-6× | 2/3'  |
| 13.            | Cimbal 3×    | 2'    |
| 14.            | Trompéta     | 8'    |

| II. Manuál C–f3 |            |      |
| 15.             | Bordun     | 16'  |
| 16.             | Principal  | 8'   |
| 17.             | Fléta      | 8'   |
| 18.             | Kvintadena | 8'   |
| 19.             | Gamba      | 8'   |
| 20.             | Salicional | 8'   |
| 21.             | Oktáva     | 4'   |
| 22.             | Fléta      | 4'   |
| 23.             | Houslovka  | 4'   |
| 24.             | Oktáva     | 2'   |
| 25.             | Mixtura 4× | 2/3' |
| 26.             | Klarinet   | 8'   |

| III. Manuál C–f3 (v žaluziích) |                  |      |
| 27.                            | Kryt jemný       | 16'  |
| 28.                            | Principal housl. | 8'   |
| 29.                            | Fléta jemná      | 8'   |
| 30.                            | Aeolina          | 8'   |
| 31.                            | Vox coelestis    | 8'   |
| 32.                            | Oktáva           | 4'   |
| 33.                            | Fléta jemná      | 4'   |
| 34.                            | Pikola           | 2'   |
| 35.                            | Mixtura 2×       | 2/3' |
| 36.                            | Vox humana       | 8'   |

| Pedál C–d1 |            |        |
| 37.        | Principal  | 16'    |
| 38.        | Subbas     | 16'    |
| 39.        | Violone    | 16'    |
| 40.        | Salicetbas | 16'    |
| 41.        | Kvinta     | 102/3' |
| 42.        | Oktavbas   | 8'     |
| 43.        | Kryt       | 8'     |
| 44.        | Violončel  | 8'     |
| 45.        | Salicet    | 8'     |
| 46.        | Pozoun     | 16'    |

- Šlapky (zleva doprava): II/I, III/II, I/P, II/P, Volná kombinace, Pleno II., Crescendo válec, Žaluzie III. Man., Pleno I., Tutti, Piano, Mezzoforte, Forte.